# Kinh Quốc
Kinh Quốc (sinh ngày 8 tháng 8 năm 1974) là một nam Đạo diễn người Việt Nam. Anh từng đoạt giải thưởng "Nam diễn viên chính yêu thích nhất" của HTV Awards vào năm 2007.

## Tiểu sử và sự nghiệp
Kinh Quốc tên thật là Lê Trung Sơn. Vào nghề từ năm 1995, nhưng mãi đến năm 2000, khán giả mới biết đến Kinh Quốc qua bộ phim Dòng đời. Dần dần, qua những bộ phim như Chuyện tình bên dòng kênh Xáng, Hướng nghiệp, Hướng nghiệp 2, Kinh Quốc mới có dịp khẳng định mình.
Từ một ông chủ trong ngành kinh doanh kim khí - điện máy, anh bất ngờ rẽ sang lĩnh vực nghệ thuật.
Vai diễn đầu tiên của anh là Sáu Miều trong bộ phim Đất phương Nam của đạo diễn Nguyễn Vinh Sơn, phát sóng năm 1997. Sau đó là vai nhà sư trong Cõi tình của đạo diễn Lê Cung Bắc, vai An trong Dòng đời.
Năm 2017 anh chuyển hướng từ Diễn viên sang Đạo diễn với dòng Phim khiêu dâm trên kênh Youtube cá nhân

## Đời tư
Sau nhiều năm ly hôn người vợ đầu tiên. Năm 2009, Kinh Quốc tái hôn với nữ đại gia Vũng Tàu tên là Lâm Thị Thu Trà. Bà có hai con gái riêng, nam diễn viên cũng có một cậu con trai riêng. Ngoài ra, vợ chồng Kinh Quốc cũng có một cô con gái chung. Ngày 7 tháng 4 năm 2021, bà và chị dâu Đặng Thị Tuyết Lan bị Công an thị xã Phú Mỹ tỉnh Bà Rịa - Vũng Tàu bắt tạm giam 2 tháng để điều tra hành vi Cho vay lãi nặng trong giao dịch dân sự.

## Phim đã tham gia

### Truyền hình
| Năm  | Tựa Phim                       | Vai diễn          | Đạo diễn                       | Kênh       | Nguồn |
| ---- | ------------------------------ | ----------------- | ------------------------------ | ---------- | ----- |
| 1996 | Người đẹp Tây Đô               |                   | Lê Cung Bắc                    | HTV9       |       |
| 1997 | Đất phương Nam                 | Sáu Miều          | Nguyễn Vinh Sơn                | HTV9       |       |
| 1998 | Cõi tình                       | nhà sư            | Lê Cung Bắc                    | HTV9       |       |
| 2000 | Cô thư ký xinh đẹp             | Hoàn              | Châu Huế                       | HTV9       |       |
| 2002 | Dòng đời                       | An                | Lê Cung Bắc                    | HTV9       |       |
| 2002 | Chuyện tình bên dòng kênh xáng | Đồng              | Châu Huế                       | HTV7       | [ 6 ] |
| 2003 | Chúa tàu kim quy               |                   | Châu Huế                       | HTV7       |       |
| 2004 | Hướng nghiệp                   | Tri               | Châu Huế                       | HTV7       |       |
| 2004 | Đồng tiền Vạn Lịch             | Tâm               | Nguyễn Minh Chung              | HTV7       |       |
| 2005 | Mộng phù du                    | nhà báo Trần Vinh | Lê Hữu Lương                   | HTV7       |       |
| 2006 | Hướng nghiệp (phần 2)          | Tri               | Châu Huế                       | HTV9       |       |
| 2006 | Nhịp đập trái tim              | Hiển              | Nguyễn Danh Dũng               | HTV7       |       |
| 2007 | Ký túc xá                      | Kiên              | Châu Huế                       | HTV7       |       |
| 2007 | Sóng gió cuộc đời              | Tuấn              | Châu Huế                       | HTV7       |       |
| 2008 | Sóng đời                       | Dũng              | Xuân Phước                     | HTV7       |       |
| 2008 | Một ngày không có em           | Đông              | Nguyễn Danh Dũng               | HTV7       |       |
| 2009 | Ra giêng ai cưới em            | Nguyễn Quang Huy  | Xuân Phước                     | Let's Viet |       |
| 2009 | Áo cưới thiên đường            | Nam Bóng          | Nguyễn Duy Võ Ngọc             | HTV9       |       |
| 2009 | Bước chân hoàn vũ              | Khải Minh         | Xuân Phước                     | HTV9       |       |
| 2009 | Hoa dại                        | Cương             | Xuân Phước                     | HTV9       |       |
| 2009 | Ký ức mong manh                | Quốc              | Đặng Lưu Việt Bảo              | HTV7       |       |
| 2010 | Cổng mặt trời                  | Cao Dũng          | Nguyễn Dương                   | HTV7       |       |
| 2010 | Vị yêu                         | Tuấn              | Xuân Phước                     | HTV7       |       |
| 2010 | Cha yêu                        | Hoàng             | Xuân Phước                     | HTV7       |       |
| 2010 | Chạm tới hoàng hôn             | Thái Duy          | Lê Văn Thảo                    | HTV7       |       |
| 2010 | Vật chứng mong manh            | Hinh              | Nguyễn Duy Võ Ngọc             | HTV7       |       |
| 2010 | Hoa xương rồng                 | Quảng             | Lâm Lê Dũng - Đỗ Mai Nhất Tuấn | HTV9       |       |
| 2010 | Chạm vào quá khứ               | Vĩ Cường          | Trần Văn Thành                 | SCTV14     |       |
| 2011 | Trúng số                       | Tính              | Xuân Phước                     | SCTV14     |       |
| 2011 | Vườn đời                       | Trung Úy Phi      | Nguyễn Quốc Thịnh              | HTV7       |       |
| 2011 | Con đường phía trước           | Đông              | Nguyễn Duy Võ Ngọc             | HTV7       |       |
| 2012 | Châu Sa                        | Đức Minh          | Nguyễn Thành Vinh              | TodayTV    |       |
| 2012 | Chữ hiếu thời @                | Trí               | Đỗ Thành An                    | SCTV14     |       |
| 2012 | Lời nguyền sapphire            | Johnny Phan       | Chu Thiện                      | TodayTV    |       |
| 2012 | Lúa trổ bông                   | Ba Ruộng          | Xuân Phước                     | HTV9       |       |
| 2012 | Tiếng tơ đồng                  | Biển              | Xuân Phước                     | THVL1      |       |
| 2013 | Quý bà lắm chiêu               | Đại Bàng          | Nguyễn Mạnh Hà                 | SCTV14     |       |
| 2013 | Con trai con gái               | Kim Sơn           | Chu Thiện / Kim Hyo Jung       | HTV7       |       |
| 2013 | Bông hồng cho tướng cướp       | Kim Hùng          | Xuân Phước                     | THVL1      |       |
| 2017 | Bước nhảy hoàn vũ              | Nguyễn Khải       | Nguyễn Đức Việt                | VTV3       |       |

### Điện ảnh
| Năm  | Tựa Phim                   | Vai diễn | Đạo diễn          | Nguồn |
| ---- | -------------------------- | -------- | ----------------- | ----- |
| 2000 | Con của sông Dinh          |          | Châu Huế          |       |
| 2009 | 14 ngày phép               | Kiệt     | Nguyễn Trọng Khoa |       |
| 2014 | Scandal: Hào quang trở lại | Việt     | Victor Vũ         |       |
| 2018 | Ống kính sát nhân          | Tốn      | Nguyễn Hữu Hoàng  |       |

## Giải thưởng
| Năm  | Giải thưởng | Hạng mục                                | Tác phẩm     | Kết quả   | Nguồn |
| ---- | ----------- | --------------------------------------- | ------------ | --------- | ----- |
| 2007 | HTV Awards  | Nam diễn viên chính được yêu thích nhất | Hướng nghiệp | Đoạt giải | [ 7 ] |